# Das Buch von der Zukunft
Das Buch von der Zukunft ist ein 2004 veröffentlichtes Sachbuch des Schriftstellers Andreas Eschbach. Das Buch ist nominiert worden für den Deutschen Jugendliteraturpreis 2005, Kategorie Sachbuch. Das Buch wurde 2007 um ein Nachwort ergänzt als Taschenbuch unter dem veränderten Titel Das Buch der Zukunft neu aufgelegt. Laut Autor handelt es sich bei dem neuen Titel um ein Versehen.

## Inhalt
Das Buch thematisiert absehbare oder denkbare Probleme der Zukunft und stellt mögliche Lösungsansätze zur Diskussion.
Eschbach bezieht sich auf verschiedene bekannte Prognosen für die Zukunft, um die jeweils zugrundeliegenden Fragestellungen herzuleiten und darauf mögliche Antworten aus seiner Sicht zu geben. Das Buch bietet daher knappe Ausblicke auf mögliche Zukunftsszenarien. Überbevölkerung, Klimawandel, Ende des Ölzeitalters, die mögliche Nutzung von Fusionsreaktoren, die zukünftige Energieversorgung, die Möglichkeiten der Nanotechnologie, die Reise des Menschen ins All – das sind Fragestellungen, die in diesem Buch behandelt werden. Eschbach fasst Ergebnisse der Zukunftsforschung zusammen, er erklärt, wie man als Zukunftsforscher zu Ergebnissen kommt. Der Autor zeigt, wie dabei auch Irrtümer entstehen können, und warum das unvermeidlich ist, und wie man damit umgehen sollte. Bei der Vielgestaltigkeit der behandelten Themen liegt auf der Hand, dass die einzelnen Themen nicht in wissenschaftlicher Tiefe behandelt werden. Eschbach ist in erster Linie Science-Fiction-Autor und so schreibt er dieses Buch auf seine Art, indem er Fragen stellt und innerhalb dieses Sachbuches seine Antworten dazu findet. Seine Begründungen zu diesen Antworten legt er dem Leser dabei offen dar und regt so auch zum Mitdenken oder auch zum Widerspruch an.
Es ist ein Blick auf unsere Zukunft aus der Sicht eines Science-Fiction-Autors, der sich mit Technik und Zukunftsvisionen auskennt, aber durchaus auch kritisch zu ihnen steht. Das Buch ist kein reines Sachbuch im Sinne eines Nachschlagewerkes, sondern eine Ansprache des Autors an den Leser. Eine „Folge“ dieses Buches ist sein Roman Ausgebrannt (2007), in dem er – nun wieder in einem fiktionalen Rahmen – demonstriert, wie die Welt nach dem Ende des Ölzeitalters aussehen könnte. Das Ende ist nicht dann erreicht, wenn das Öl zur Neige geht, das Ende ist dann erreicht, wenn das billige Öl zur Neige geht (siehe auch Peak Oil). Doch das ist nur eines der Themen innerhalb dieses Buches.